# Teatro Rossini (Roma)
Il Teatro Rossini è  un teatro di Roma, sito nel rione Pigna. La realizzazione di un Teatro presso il Compendio denominato di “Santa Chiara” (attuale Piazza di Santa Chiara, 14) nel cuore della Roma Antica e a pochi passi dal Pantheon, fu voluta infatti nel 1872 direttamente dalla “Congregazione di Carità di Roma” – istituto di diritto pubblico cui era all’epoca affidata l’amministrazione del “Pio Istituto della Santissima Annunziata”, Istituzione Pia fondata nel XVI Secolo - su richiesta espressa della Regina Margherita allo scopo di dotare la nuova Capitale d’Italia di un teatro pubblico dedicato alle fasce più popolari della Città di Roma proprio in attuazione dei principi positivistici dell’epoca che promuovevano un concetto di educazione e benessere della popolazione che contemplava anche l’accesso alla cultura e allo spettacolo. Dal 2020 la proprietà del Teatro, a seguito del raggruppamento del “Pio Istituto della Santissima Annunziata” con l’Opera Pia Asilo Savoia e della successiva trasformazione delle due IPAB in Azienda Pubblica di Servizi alla Persona con DGR 899 del 3 dicembre 2019, è passata all’ASP Asilo Savoia.
Dal 2022 il “Teatro Rossini”, secondo quanto prescritto dall’apposito “Regolamento per l’utilizzo delle strutture di interesse storico artistico e culturale di proprietà dell’ASP Asilo Savoia è chiamato ad assolvere in via prioritaria e prevalente una funzione di servizio pubblico con fini culturali e sociali senza scopo di lucro connessi all’espletamento delle funzioni statutarie ed istituzionali dell’ASP e pertanto la regola che ne informa il funzionamento è la gestione pubblica, attuata dall’Azienda pubblica di servizio alla persona “Asilo Savoia” che ne è proprietaria; in quanto bene storico – architettonico rilevante e patrimonio culturale e sociale della Città, il “Teatro Rossini” inoltre – nel rispetto costante ed integrale dei vincoli di cui all’articolo 2, comma 5, dell’Avviso Pubblico ai sensi dell’articolo 53, comma 4, lettera a) del Regolamento UE n. 651/2014, svolge in particolare le seguenti funzioni di teatro di interesse pubblico quale: 
a) spazio dedicato all’espressione della cultura, dell’arte e della creatività, incluse le forme storiche, artistiche, letterarie e culturali dialettali tipiche di Roma;
b) bene sociale attraverso il quale l’ASP promuove l’accesso alla cultura, alle arti e alla creatività nell’ottica del principio di non discriminazione e della parità di trattamento;
c) luogo di apprendimento e crescita formativa rivolto a studenti e giovani generazioni, con particolare riferimento ai valori della Costituzione della Repubblica e all’educazione alla legalità.

## Storia
Ideato da Virginio Vespignani, il progetto prevedeva la realizzazione, negli spazi a cui si accedeva dal civico 20 di via di S. Chiara presi in affitto per 24 anni da tre impresari teatrali, di uno stabile della capienza di circa 600 posti, dotato di una sala a ferro di cavallo con due ordini di gallerie ed un loggione. Utilizzato come d'uopo sia per spettacoli diurni che serali, garantiva la propria illuminazione grazie a una serie di lucernari e lampade a gas, che furono tuttavia sostituite a tre anni dall'inaugurazione con un impianto di illuminazione elettrica molto più moderno.
Il teatro, il cui ingresso era stato nel frattempo collocato presso il nuovo civico 21 di via di S. Chiara nato inglobando un preesistente vicoletto e che era stato arricchito con un bel portale monumentale (che oggi costituisce l'ingresso dell'Albergo S. Chiara) fu inaugurato nel 1874 con uno spettacolo di beneficenza per i non vedenti che aveva come interprete la celebre attrice Adelaide Ristori. In tale occasione venne descritto dai cronisti dell’epoca come “Un teatrino elegantissimo … Bellissima quella scatola di canditi che si chiama Rossini”. Nei primi tempi si alternarono opere liriche di Rossini, di Verdi e di Bellini, a spettacoli di arte varia, e il 19 gennaio del 1879, per la prima volta, viene rappresentata l’operetta romanesca “Meo Patacca”, interpretata da Filippo Tamburri, il più importante attore dialettale dell’epoca. Tra le presenza in sala vi fu quella della principessa Margherita di Savoia, che la sera del 2 dicembre 1887 volle assistere alla recita della compagnia romanesca di Giggi Zanazzo e Pippo Tamburri. Da allora il piccolo teatro divenne la culla del dialetto romanesco e, sostenuta da Giggi Zanazzo, commediografo e direttore del periodico dialettale “Rugantino”, la programmazione fu un susseguirsi di commedie e operette vernacolari romane, tra le quali spicca “Er Marchese der Grillo”.  Il cartellone, infatti, si connotò quasi subito per la netta preferenza verso lo spettacolo dialettale, particolarmente incentrato sul teatro dialettale romanesco, ma vi si produssero anche compagnie di operetta e di prosa in altri dialetti e in lingua. Vi si esibì anche Leopoldo Fregoli.
Nella sala del Teatro Rossini l'8 maggio del 1892 si svolse l'assemblea costitutiva della Camera del Lavoro di Roma e provincia, che fu una tra le prime camere del lavoro costituite in Italia.
Alla fine del XIX secolo il teatro venne chiuso e gli ambienti interni riutilizzati e scorporati tra loro, rendendo irriconoscibile l'originario progetto del Vespignani. Solo negli anni cinquanta del XX secolo Checco Durante si operò per riabilitarlo, trasferendo l'ingresso del teatro nel vicino palazzetto del Pio Istituto della Santissima Annunziata e ricavando da una porzione della struttura preesistente una più modesta sala da 200 posti, nella quale si insediò producendosi in spettacoli comici.
Dal 1950 il Teatro Rossini, in continuità con la sua vocazione dialettale che lo ha connotato fin dalla nascita, venne gestito dall’attore romano Checco Durante, che produsse insieme alla moglie Anita e alla sua Compagnia numerosi spettacoli teatrali comici.
Agli inizi del 1976, morto Checco Durante, la direzione passò alla moglie Anita e al genero Enzo Liberti: il gruppo divenne “Compagnia Stabile del teatro di Roma Checco Durante”, dagli anni 1990 al 2005 fu portato avanti dall'attore Alfiero Alfieri per poi intitolato alla memoria di Renato Rascel.
Nel 2008 è diventato una location per eventi, con il nome di Palazzo Santa Chiara.
Dal 2022 l’ASP Asilo Savoia, ente proprietario, ha promosso la riapertura del Teatro “per assolvere nuovamente al suo ruolo naturale di bene sociale, attraverso cui promuovere l’accesso alla cultura, alle arti e alla creatività nell’ottica del principio di non discriminazione e della parità di trattamento, divenendo anche e soprattutto un luogo di apprendimento e di crescita formativa per studenti e giovani generazioni, con particolare riferimento ai valori della Costituzione della Repubblica e all’educazione alla legalità”.
“Attraverso tale intervento - si legge nel Regolamento per la gestione - si riannoderà quindi il filo della memoria collettiva tra il “Teatro Rossini” e le giovani generazioni, in quanto oltre all’apertura al pubblico della biblioteca e dell’archivio si prevede lo svolgimento di una serie di articolate e strutturate attività rivolte alla popolazione studentesca e alla promozione della cultura e del teatro dialettale in ottica intergenerazionale. Inoltre sempre in ottica di correlazione complementare e sinergica dell’intervento proposto con altri interventi similari promossi, realizzati e finanziati dall’ASP con fondi propri”.
In locali autonomi, ma attigui al “Teatro Rossini” e accessibili dal Foyer del Teatro, opera inoltre fin dal 1980, per iniziativa dell’allora Sindaco di Roma Luigi Petroselli, il “Centro Romanesco Trilussa – Arte – Tradizioni popolari – Dialettologia”, associazione culturale senza scopo di lucro che oltre a rendere fruibile al pubblico una biblioteca specializzata svolge attività culturali di promozione del dialetto romanesco e delle tradizioni legate al folclore romano anche mediante incontri nelle scuole e rappresenta l’unica realtà associativa tuttora operante nello specifico ambito della tutela e dell’identità storica, culturale e letteraria dell’espressione dialettale romanesca, fondato il 21 aprile 1970 dal poeta Giorgio Roberti sotto forma di associazione culturale senza scopo di lucro.